# Kiselalger
Kiselalgerna, även kallade diatoméer, (Bacillariophyta, Bacillariophyceae) är en mycket stor grupp encelliga eukaryota organismer. De utgör en mycket stor andel av algerna. En del bildar kedjor eller enkla kolonier. En karaktäristisk egenskap är att de formar ett skal av kiseldioxid runt sig. De olika arterna har skal med mycket olika form.

## Systematik
Många systematiker sammanför kiselalgerna med brunalger och Oomyceter till en supergrupp, heterokonter. På grund av dessa organismers speciella flageller tror man att de har ett gemensamt ursprung. De har två flageller var. En smal och piskformad. Den andra grenar sig i ett stort antal småhår längs nästan hela sin längd, så att den ser hårig ut i mikroskop. Heterokont betyder olika flageller.
Kiselalgerna delas in i mer än 200 släkten och man uppskattar antalet arter till ungefär 100 000.

## Allmän biologi
Kiselalgerna har mycket vid utbredning. De flesta lever ute i de öppna haven och i sötvattensjöar. De står för ungefär 45% av fotosyntesen i haven. De förekommer också som tunna skikt längs leriga strandkanter. Där luften är fuktig kan vissa frodas även långt från direkta vattensamlingar.
Kloroplasterna i kiselalger har strukturella drag gemensamma med kloroplaster i andra heterokonter: fyra membranskikt och pigmentet fukoxantin. Hos de flesta arterna är det bara gameter som bär flageller. De flesta kiselalger har dock ingen "hårig" flagell.
Kiselalger har inga flageller som de kan använda för förflyttning. Deras lokomotion (rörelsemönster) resulterar från en kontrollerad utsöndring av ett sekret som sker som svar på ett fysikalisk eller kemisk stimuli. Skalen har en relativt hög densitet, vilket gör att kiselalgerna tenderar att sjunka i vatten. För att de ändå ska kunna stanna kvar i ytskiktet, där förutsättningarna för fotosyntes är goda, är de beroende av att vind, vågor och strömmar rör om i vattnet. En del arter kan reglera densiteten så att de håller sig nära vattenytan.

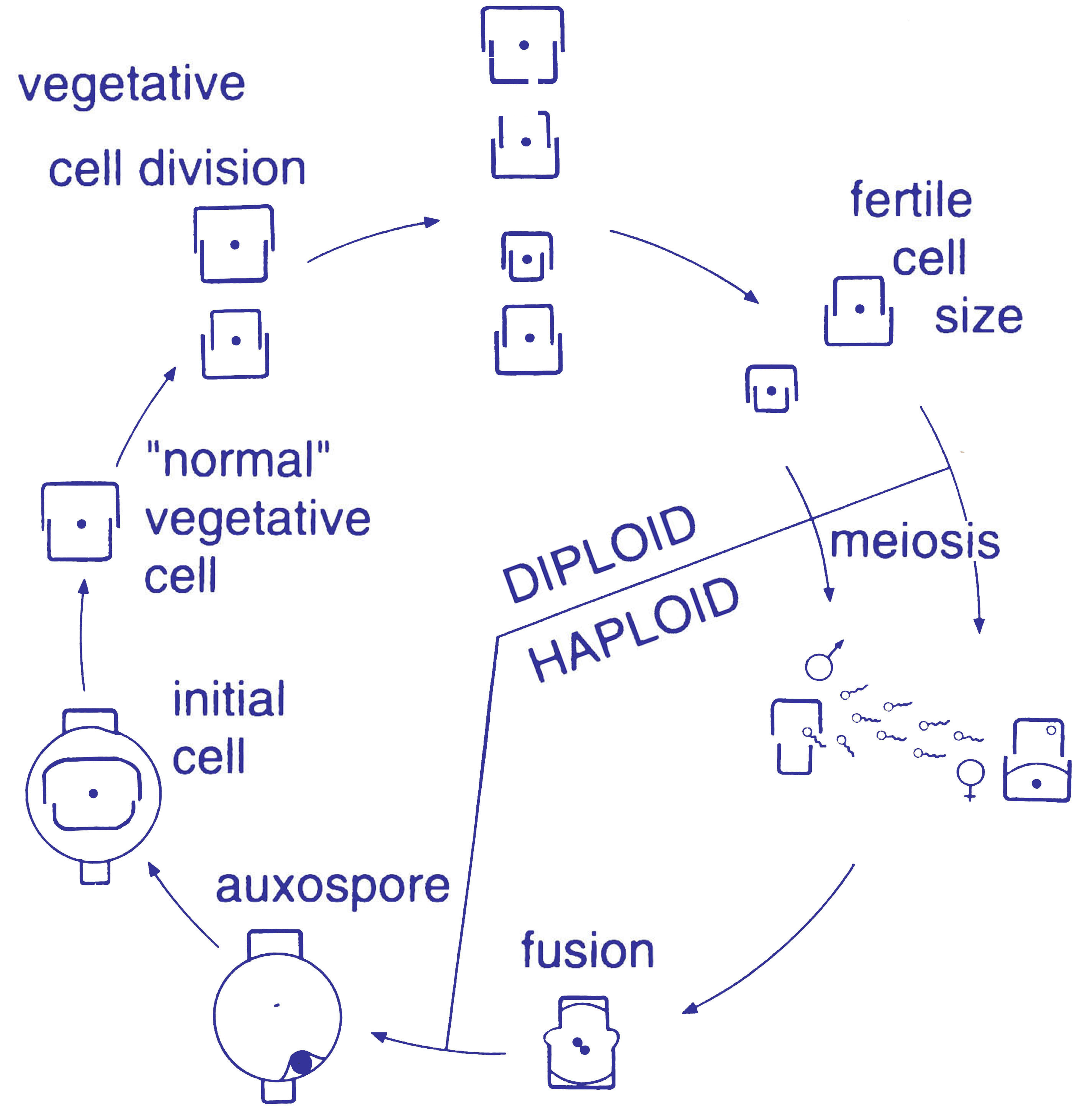
Livscykeln hos en centrisk kiselalg.

Kiselskalet består av två halvor. Den ena halvan är större och trädd över den andra, ungefär som ett plåtlock på en glasburk, eller som en petriskål. Vid celldelningen är det vanligt att de två nya cellerna får varsin halva av skalet och nybildar den andra halvan. Den nya halvan bildas då innanför kanten på den gamla. Den cell som ärvde det mindre skalet blir alltså begränsad till ett mindre skal. Allteftersom vanlig celldelning fortgår blir alltså algerna i genomsnitt mindre och mindre. När den kommit ner till en viss minimistorlek förändras den och bildar en spor, som kan göra två nya, större skalhalvor. I detta skede sker nästan alltid en sexuell omfördelning av kromosomerna genom meios.

## Ekologi
Kiselalgerna utgör en stor andel av det plankton som uppstår i hav och sjöar. De är också en del av algblomningscyklerna. När förhållandena i de övre skikten av vattensamlingar (stora och små) är förmånliga för kiselalgerna kan de föröka sig mycket snabbt och bli den dominerande algtypen. Detta kallar vi algblomning. Man kan säga att organismer som fungerar på detta sätt är opportunistiska och att de har en r-strategi (efter faktorn r i en vanlig formel för tillväxt. Förmånliga förhållanden är god tillgång på ljus och näringsämnen (vissa mineraler) och en lagom ljummen temperatur. Sådana förhållanden kan råda till exempel på våren.
Kiselalgerna blir ofta dominerande på våren. Det beror på två orsaker: För det första gör vårens vindar och strömmar att näringsrikt kisel blir tillgängligt för vattenlevande organismer. För det andra gör turbulens att kiselalgerna, vilka p.g.a. sitt kiselskal är tämligen tunga, förmår hålla sig flytande.
När förhållandena blir sämre igen, vanligtvis genom att näringsämnena (särskilt kislet) tar slut, tenderar kiselalgerna att sjunka en bit under ytskiktet. Detta kan ske genom att de får högre densitet och genom att de bildar slem som gör att de klibbar ihop. Då kan de också övergå till en annan form, en spor, som inte reproducerar sig, men har högre sannolikhet att överleva länge. Genom att sjunka kan de också undkomma många organismer som lever av att äta små alger. En stor andel av algerna går på detta sätt förlorade i havets djup. Men andra lyckas klara sig kvar på lagom djup.
Till slut kan vilopopulationen återvända till ytan burna av uppåtriktade strömmar som också förbättrar näringstillgången igen, så att en ny algblomning kommer igång. I många områden i de öppna haven sker detta i årscykler. På andra platser finns kontinuerliga uppåtströmmar.
Eftersom kiselskalen kostar mindre energi att tillverka än cellväggar av motsvarande styrka tillverkade av kolföreningar, är kiselskalen troligtvis en viktig förklaring till att kiselalgerna är så ekologiskt framgångsrika.